# Redenzione (cristianesimo)

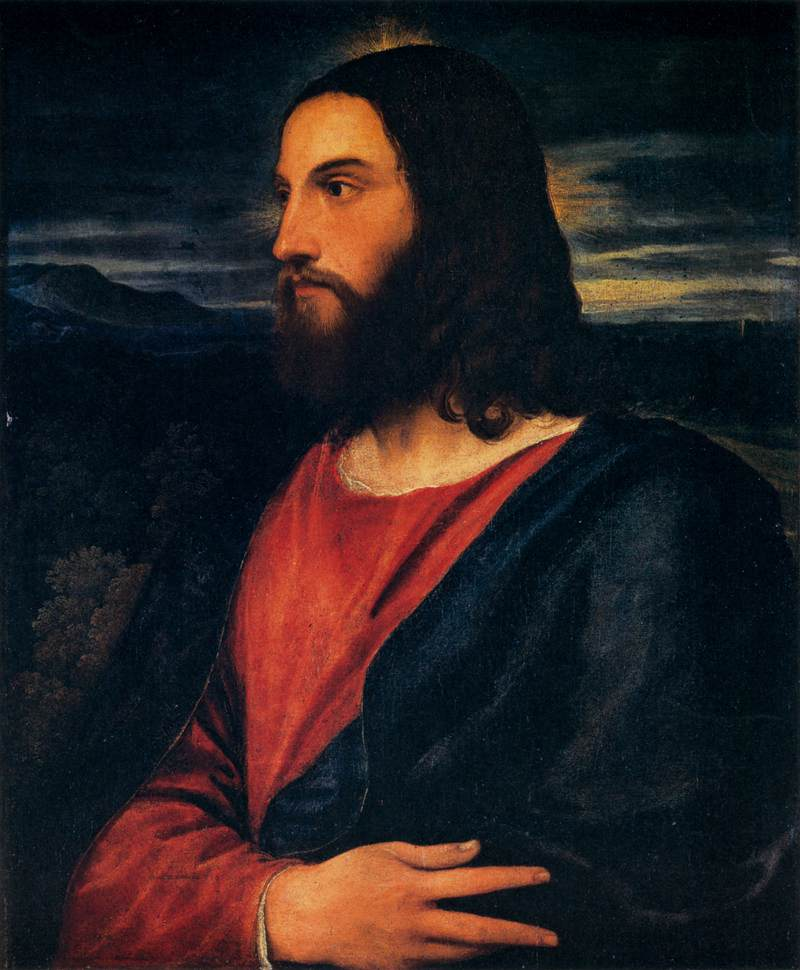
Cristo il Redentore di Tiziano (ca. 1534), Palazzo Pitti, Firenze

Nel cristianesimo la redenzione (o salvezza) è il perdono dei o l'assoluzione dai peccati commessi, la salvezza spirituale dal peccato originale e dalle sue conseguenze e, in virtù di ciò, la protezione dalla dannazione e disgrazia, eterna o temporanea. Il concetto può quindi essere incluso nell'ambito del termine di "salvezza" o "virtù redentiva che apporta grazia e salvezza", redimendo dal peccato e dai suoi effetti negativi.
Varianti interpretative della redenzione sono le principali linee di frattura che dividono le diverse confessioni cristiane, sia tra cattolicesimo e protestantesimo, sia nell'ambito del protestantesimo stesso, in particolare nella disputa tra calvinismo e arminianesimo; tali divergenze includono definizioni contrastanti della depravazione totale, della predestinazione, dell'espiazione e, più acutamente, della giustificazione.

## Sinossi
Secondo la fede cristiana, redenzione e salvezza sono rese possibili grazie alla vita, morte e resurrezione di Gesù – nel contesto della redenzione si usa il termine complessivo di "Espiazione". La soteriologia cristiana va dal concetto della redenzione esclusiva a quello della riconciliazione universale. Mentre alcune delle differenze sono così diffuse quanto il cristianesimo stesso, la stragrande maggioranza è d'accordo che la salvezza è stata resa possibile dall'operato di Gesù Cristo, Figlio di Dio, morendo sulla croce.
(Anselm Kyongsuk Min)

## Il Redentore

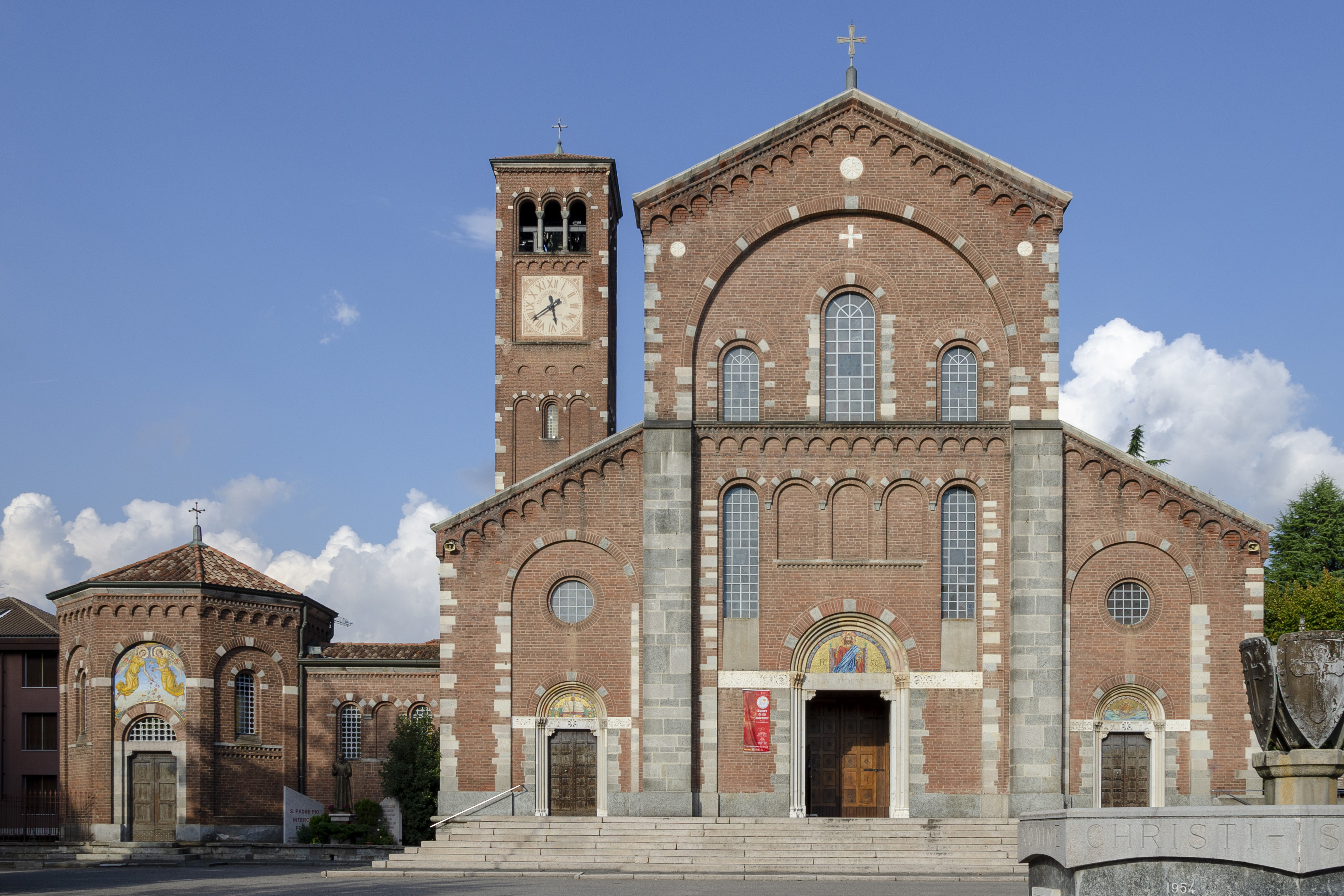
Chiesa del Santissimo Redentore, Legnano

Nel teologia cristiana, Gesù è a volte indicato come Redentore. Questo si riferisce alla salvezza che si crede egli abbia operato, e si basa sulla metafora della redenzione, o "riscatto". Sebbene i Vangeli non usino il titolo di "Redentore", la parola "redenzione" è usata in molte delle lettere di Paolo. Il biblista Leon Morris dice che "Paolo usa il concetto di redenzione in primo luogo per parlare del significato salvifico della morte di Cristo." In italiano la parola redenzione può significare anche 'recupero' o 'riscatto', e nell'Antico Testamento si riferiva al riscatto degli schiavi (Esodo 21:8). Nel Nuovo Testamento il gruppo di parole relative alla redenzione viene usato per far riferimento sia alla liberazione dal peccato e sia alla libertà dalla prigionia.
Il concetto di redentore è usato nel Libro di Rut per riferirsi al "parente che riscatta" (che aiuta, vendica, ripara, assiste) e nel Libro di Isaia per riferirsi a Dio, il "Redentore di Israele".
Molte chiese cristiane sono intitolate al "Redentore", come la Chiesa del Redentore a Venezia, o la Chiesa del Santissimo Redentore a Napoli. Altre istituzioni che portano tale nome sono la Congregazione del Santissimo Redentore, istituto religioso cattolico maschile di diritto pontificio, e varie università estere, come il Redeemer University College (Collegio Universitario del Redentore) a Ancaster (Ontario). La statua del Cristo Redentore a Rio de Janeiro è uno dei monumenti più conosciuti al mondo e simbolo della città stessa e del Brasile. Anche in Italia sono presenti numerose statue al Redentore; particolarmente significative sono quelle erette in occasione del Giubileo del 1900.

Nel Libro di Giobbe 19:25, Giobbe afferma: "Ma io so che il mio Redentore vive". Tale frase è stata usata nell'innologia cristiana, come per esempio dal presbitero inglese Charles Wesley (1707–1788) nel suo inno I Know That My Redeemer Lives. Appare anche come un'aria, I know that my Redeemer liveth (Parte III, 45), del Messiah di George Frideric Handel.

### Redentore universale
(Tommaso d'Aquino, Summa Theologiae)
Dal primo all'ultimo dei suoi libri, il Nuovo Testamento mai vacilla dal riconoscere Cristo come l'unico Salvatore di tutto il genere umano. Come afferma la Prima lettera di Giovanni, egli è "vittima di espiazione per i nostri peccati; non soltanto per i nostri, ma anche per quelli di tutto il mondo." (1 Giovanni 2:2). I primi cristiani riconobbero il suo ruolo redentore come universale (per tutti senza eccezioni), unico (senza paralleli), completo (come Colui che trasmette la pienezza della salvezza), e definitivo (al di là di ogni possibilità di essere eguagliato, e tanto meno superato, nella sua funzione salvifica). In particolare, il suo ruolo universale significa che attraverso di lui le forze mortali del male sono vinte, il peccato è perdonato, la contaminazione purificata e la nuova esistenza come amati figli adottivi di Dio è resa possibile. Questo senso neotestamentario del ruolo indispensabile e necessario di Cristo per la salvezza umana può riassumersi in un nuovo assioma: extra Christum nulla salus (al di fuori di Cristo non c'è salvezza). Questo significato del suo ruolo determinante in tutto il dramma redentivo è implicato da un fatto: a differenza dell'Antico Testamento, dove vari esseri umani potrebbero essere chiamati "salvatore" (per esempio, Giudici 3:9,15,31), il Nuovo Testamento dà il titolo di "Salvatore" solo a Dio (otto volte) e a Cristo (sedici volte).
Tre questioni verranno considerate qui appresso:
1. Cosa contengono le Scritture circa l'impatto universale di Cristo come salvatore e la situazione di coloro che non erano (o non erano ancora) consapevoli della sua funzione salvifica?
2. Come potevano i primi cristiani sostenere ciò che hanno sostenuto su Cristo come mediatore universale di salvezza?
3. Che dire, alla luce di due millenni di cristianesimo, circa la salvezza dei non evangelizzati? Com'è coinvolto Gesù in tutta la storia umana in qualità di Redentore?

### Redentore di tutti

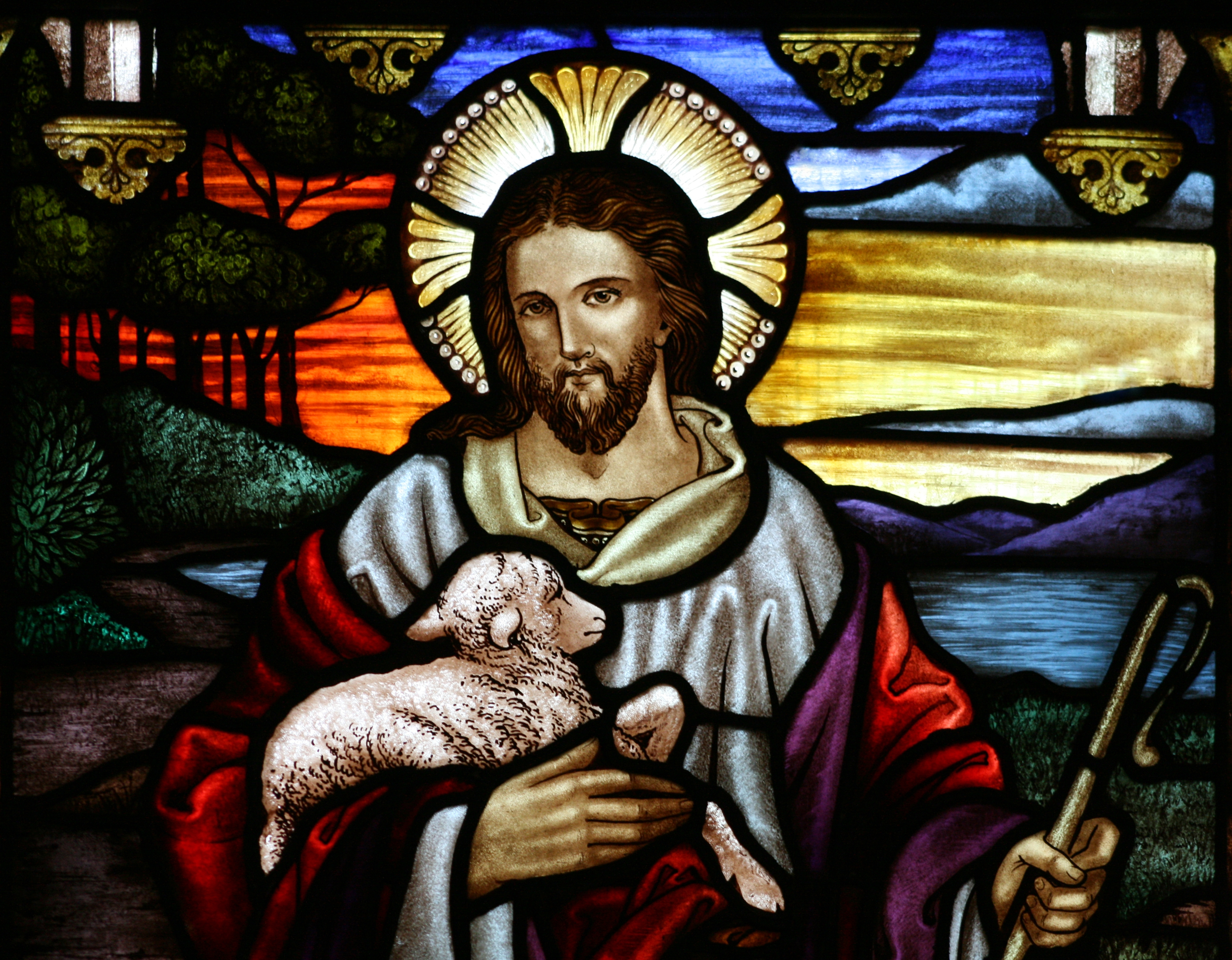
Io sono il buon pastore (vetrata della chiesa anglicana di S. Giovanni Battista, Nuovo Galles del Sud, Australia)

Paolo di Tarso insiste che Cristo morì "per tutti" senza introdurre nessuna eccezione (2 Corinzi 5:14-15). Può quindi dire che "Dio ha riconciliato il mondo con sé in Cristo" (2 Corinzi 5:19). In forte contrasto con la figura collettiva di Adamo che portò peccato e morte a tutti gli esseri umani, il Cristo obbediente ha portato tutti alla giustificazione e alla vita (Romani 5:12-21; 1 Corinzi 20-28;45-49). Infatti, questa redenzione avrà il suo impatto su tutta la creazione (Romani 8:18-23). Uno dei primi inni cristologici citati da una lettera deuteropaolina esprime enfaticamente il ruolo universale di Cristo, sia nella creazione che nella redenzione, mediante il suo ritornello dell'impatto su "tutte le cose" (Colossesi 1:15-20). Descrivendo l'incontro del Cristo risorto con "gli undici apostoli" su un monte della Galilea, i versetti conclusivi del Vangelo di Matteo gli attribuiscono lo stesso impatto onnicomprensivo per la salvezza umana:
Forse il versetto classico del Nuovo testamento a questo riguardo proviene dall'affermazione ribadita ed esclusiva di Pietro su Gesù: "In nessun altro c'è salvezza; non vi è infatti altro nome dato agli uomini sotto il cielo nel quale è stabilito che possiamo essere salvati" (Atti 4:12). Un libro successivo del Nuovo Testamento mette in risalto la mediazione speciale di Gesù per tutti: "Uno solo, infatti, è Dio e uno solo il mediatore fra Dio e gli uomini, l'uomo Cristo Gesù, che ha dato se stesso in riscatto per tutti" (1 Timoteo 2:5-6; cfr. Marco 10:45). La letteratura giovannea usa i suoi termini caratteristici per affermare la rilevanza universale di Cristo per la rivelazione ("luce", "via" e "verità") e la salvezza ("vita"). Egli è "la luce vera,
quella che illumina ogni essere umano" (Giovanni 1:9); è "la luce del mondo" (Giovanni 9:5). Nel suo ultimo discorso, Gesù dichiara: "Io sono la via, la verità e la vita. Nessuno viene al Padre se non per mezzo di me" (Giovanni 14:6). In primo luogo, Giovanni condivide la natura incondizionata di questa affermazione ("la strada, la verità e la vita... nessuno) in termini di Cristo unica fonte di la vita eterna: "Dio ci ha dato la vita eterna e questa vita è nel suo Figlio. Chi ha il Figlio ha la vita; chi non ha il Figlio di Dio, non ha la vita" (1 Giovanni 5:11-12).
Sia nel Nuovo testamento che successivamente, questa visione del significato universale di Cristo lasciava spazio ad un vero apprezzamento della situazione religiosa di coloro che non lo accettavano o non potevano accettarlo come loro Redentore. Un elenco di eroi ed eroine della fede, che raggiungeva il suo culmine perfetto in Cristo (Ebrei 11:1-12:2), non cominciava semplicemente con Abramo e Sara (che diedero inizio alla storia dell'Alleanza del popolo ebraico) ma risaliva ad Abele, Enoch e Noè (Ebrei 11:4-7) e includeva una donna non ebrea, Raab di Gerico (Ebrei 11:31). 
Pertanto, questa nube di testimoni che erano per ispirare fede cristiana comprendeva alcuni che non condividevano la storia speciale di promessa che Cristo ha portato a compimento e la consumazione. Pertanto, questo complesso di testimoni che dovevano ispirare la fede cristiana, comprendeva alcuni che non condividevano la storia speciale di promessa che Cristo aveva portato a compimento e realizzazione.

### Salvezza universale
1 Pt 1,19-20 afferma che Cristo fu "predestinato prima della fondazione del mondo" quale agnello senza difetto e senza macchia perché fossero liberati "col sangue prezioso di Cristo". Dio nella sua prescienza eterna, già prima della creazione sapeva che l'uomo avrebbe commesso il peccato originale, rendendo necessaria la Croce Gloriosa di Cristo.
Affermazioni di Gesù come mediatore di salvezza per tutti gli esseri umani si originarono dalla fede in lui come risorto dai morti. La sua risurrezione venne interpretata come una nuova possibilità per tutti gli esseri umani di una risurrezione generale alla fine del mondo (Romani 8:29; 1 Corinzi 15:20-28). Il passo della Prima lettera ai Corinzi appena citato è molto esplicito sull'impatto universale del Cristo risorto e della sua opera di salvezza; parla ripetutamente di quale effetto avrebbe avuto per "tutto", per "tutte le cose" e per "tutti". La risurrezione istituì una situazione che colpisce l'intero genere umano. Nella sua maestà universale è presente "sempre" - fino alla fine della storia (Matteo 28:20). 
Alla fine egli sarà l'obiettivo redentivo di tutti gli esseri umani: come giudice universale (per esempio Matteo 25:31-46) e la "luce" della Gerusalemme celeste (Apocalisse 21:23). Il loro destino ultimo conduce tutti gli esseri umani a Cristo, e verranno chiamati a risorgere come lui, a conoscerlo e con lui a condividere la vita divina per sempre. Nella sua umanità glorificata Cristo rimarrà il mezzo con cui i beati conosceranno la Trinità e godranno della pienezza della salvezza. Non si può eludere Cristo quando si considera l'obiettivo della salvezza e della rivelazione. Egli sarà presente per tutti, come Salvatore e Rivelatore.
La convinzione teleologica che "la fine comanda tutto", quando applicata a ciò che la risurrezione generale anticipa attraverso la gloriosa rivincita di Gesù crocifisso, va di pari passo con il forte senso che il Nuovo Testamento assegna al ruolo salvifico universale di Cristo qui e ora. Aver fede nella sua funzione redentrice per tutti alla fine del mondo, comporta necessariamente la fede nella sua azione redentiva per tutti anche adesso: non solo nel mondo a venire, ma anche in questo mondo attuale Cristo media la salvezza universale. Il Nuovo Testamento ed i primi cristiani chiaramente sostengono che sarà vero ed è già vero che "al di fuori di Cristo non c'è salvezza", e aggiungono implicitamente: "non c'è luogo o situazione che sia al di fuori di Cristo". Tutti gli esseri umani sono parte della sua storia di salvezza.

### Salvezza per tutti?

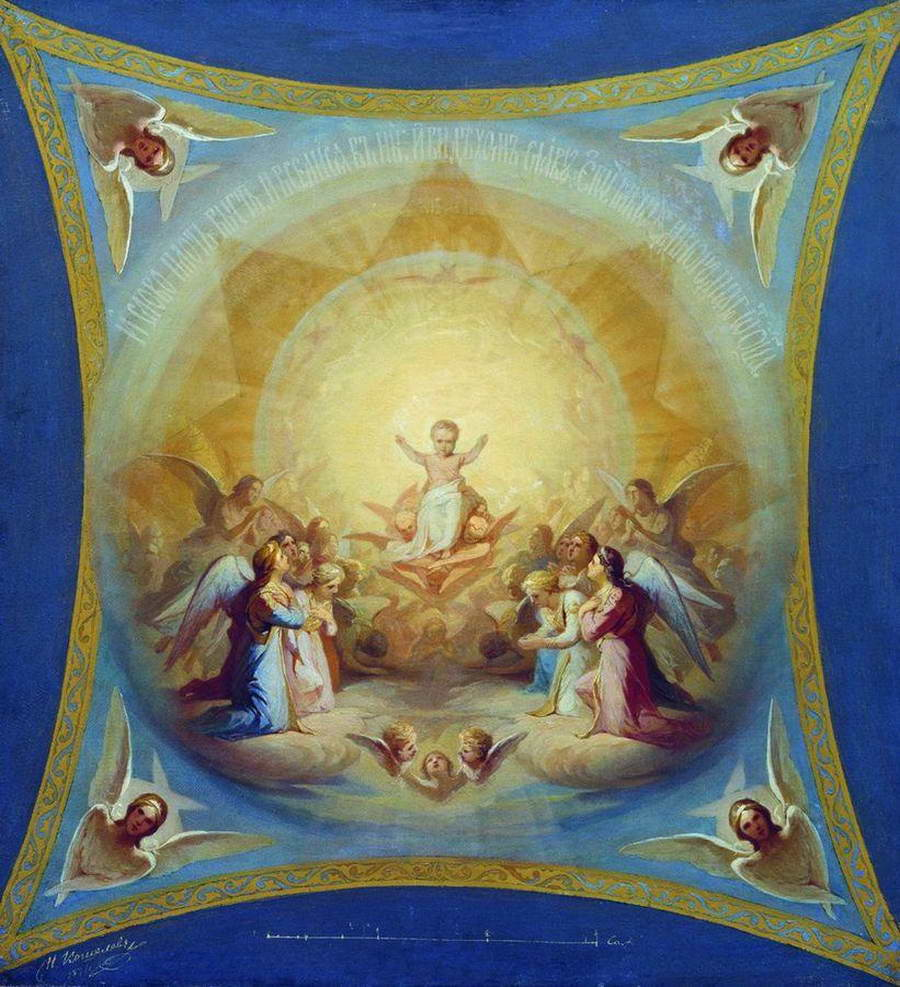
Raffigurazione di Gesù nella Cattedrale di Cristo Salvatore, Mosca – olio su tela di Nikolay Koshelev (1871).

All'interno della succitata prospettiva cristiana, si deve quindi prendere in considerazione la questione delle religioni del mondo, l'impatto dei loro fondatori, e, ancor più in generale, la situazione di quei molti milioni di persone che non ebbero e non hanno (ancora) ascoltato e accettato il messaggio di salvezza del cristianesimo. Si potrebbe estendere il linguaggio di Luca sul "Dio sconosciuto" (Atti 17:23) per indicare il "Cristo sconosciuto" che è stato ed è operante ovunque, per tutti e in tutta la storia — sebbene spesso celatamente. Egli ha mediato e continua a mediare la pienezza della rivelazione e della salvezza attraverso particolari eventi storici. Tuttavia è più di una semplice realtà dell'ordine temporale e spaziale: Cristo è effettivamente presente in tutta la creazione e la storia, ma non in un modo che lo spersonalizza e lo riduce ad essere un mero "Cristo-idea" o un principio universale. Salvezza e rivelazione vengono personalmente - attraverso la persona divina che si è incarnata come Gesù di Nazaret.
La presenza universale di Cristo è stata tematizzata in tre modi, che hanno profonde radici nell'Antico Testamento. Egli è presente mediante lo Spirito, come Verbo e come Sapienza. Prima di tutto, la funzione dello Spirito Santo quale principio vitale o "anima" della Chiesa (cfr. 6:19 1Corinzi) non esclude in nessun modo la presenza e l'attività dello Spirito al di là della comunità cristiana. Pur essendo l'agente primario nella realizzazione della missione della Chiesa, l'influsso dello Spirito Santo si estende ovunque. Il teologo cristiano afferma che l'operato misterioso dello Spirito offre a tutti la possibilità di partecipare alla grazia salvifica portata dalla morte e risurrezione di Cristo e in aumento, come osserva il Concilio Vaticano II. Secondo, per alcune linee di pensiero sul ruolo di Cristo come Verbo creatore e redentore, prima e al di là del cristianesimo, si rimanda alla voce di Wikipedia "Gesù come Logos". Inoltre, terzo, si potrebbe comprendere meglio, chiarendo tale ruolo mediante un'altra immagine che i cristiani hanno attinto le loro origini ebraiche: l'immagine femminile della Sophia (saggezza). Al termine di tre millenni di una coscienza fortemente maschile riflessa nella Bibbia, che cosa può trasmettere questa immagine formativa femminile sulla funzione salvifica di Cristo per tutta l'umanità? L'identificazione neotestamentaria e postneotestamentaria di Cristo con Sophia è un tema complesso, sviluppato successivamente dalla developed dall'Oriente cristiano. L'immagine femminile aiuta a indicare il ruolo universale di Cristo, che invita e attrae tutti a condividere il banchetto divino — come la Sophia nel Libro dei Proverbi e in altri libri sapienziali dell'Antico Testamento. La comunità cristiana è stata da tempo identificata come la "Santa Madre Chiesa". All'interno di questa comunità femminile visibile, Cristo è stato identificato principalmente dalle sue qualità maschili come lo "Sposo" della Chiesa (e.g., Efesini 5:21-33; Apocalisse 19:7-9, 21:9). Tuttavia, l'immagine femminile della Sophia cattura il suo ruolo al di là della comunità visibile - radunando e sanando misteriosamente e anonimamente gli esseri umani in tutto il mondo.
Un vantaggio evidente per interpretare il ruolo di Cristo quale Redentore universale tramite l'immagine della sapienza, deriva dal fatto che le Scritture e la religione giudeo-cristiane non hanno il monopolio della sapienza. In un modo o nell'altro, diversi saggi insegnamenti e modi di vita si presentano in tutte le culture, le civiltà e le religioni. Essendo trovate ovunque, le modalità sapienziali di pensiero creano un ponte evidente tra i seguaci del cristianesimo e gli altri. La fede cristiana vede in ogni autentica sapienza la presenza salvifica e rivelatrice di Cristo: ubi sapientia ibi Christus ("dove c'è la saggezza, lì vi è Cristo"). Riconoscere in Cristo la piena rivelazione di Dio e il salvatore di tutti non è, quindi, negare a qualsiasi altra fede la vera conoscenza di Dio e la mediazione della salvezza. Il ruolo unico e normativo di Cristo nella storia della salvezza si estende ai numerosi e vari modi con cui egli opera come Sapienza divina nella vita delle persone che seguono altre religioni, onorano i loro fondatori e ricevono la salvezza attraverso la loro fede. In un modo o nell'altro, tutti i popoli vengono a contatto con Sapienza divina, che si esprime attraverso le proprie culture e le religioni ereditate.
La misteriosa libertà dell'amore salvifico di Dio si esprime attraverso l'incarnazione, come manifestazione piena ed esplicita della Sapienza divina in persona in un particolare momento della storia umana. Tale amore, che ispira un piano cosmico di creazione e redenzione, rivela la sua presenza in una varietà infinita di scelte, modi, gradi e intensità. L'amore costituisce il cuore della redenzione e Cristo come Redentore estende il suo amore a tutto il mondo.

## Paradigmi di salvezza
Differenti teorie di espiazione sono state proposte per come la salvezza cristiana può essere interpretata. Nel corso dei secoli, i cristiani hanno sostenuto idee diverse su come Gesù abbia salvato le persone e diversi punti di vista esistono tuttora all'interno di diverse confessioni cristiane. I principali paradigmi di salvezza che sono stati proposti vengono esaminati qui di seguito.

### Trasformazione morale
La teoria della "trasformazione morale" è stata l'interpretazione predominante tra i cristiani durante i primi tre secoli dC, e continua ad essere mantenuta da alcune confessioni come la Chiesa ortodossa corrente. In questa visione, Gesù ha salvato le persone dal peccato con la sua vita ed i suoi insegnamenti, trasformando così il loro carattere per diventare giusti. Questa salvezza è reputata come immeritata, poiché Dio benevolmente ha mandato Gesù a salvare le persone quando erano ingiuste e non meritavano in alcun modo tale grazia. Nel paradigma della trasformazione morale, una persona si salva dal peccato seguendo fedelmente gli insegnamenti di Gesù e il suo esempio di come vivere. Di conseguenza, una persona diventa giusta agli occhi di Dio e può aspettarsi un positivo giudizio finale da Dio. Non si richiede perfezione e gli errori vengono perdonati dopo il pentimento. In questa visione, la crocifissione di Gesù è intesa principalmente come martirio.
La teoria della trasformazione morale è stata criticata e ricusata da molti cristiani protestanti, per varie ragioni. I critici credono che l'idea della trasformazione morale sia in conflitto con numerosi passi biblici (particolarmente quelli di Paolo in merito alla 'fede' e 'opere'), sottovaluta la gravità del peccato e nega il valore espiatorio della morte di Gesù.

### Christus Victor

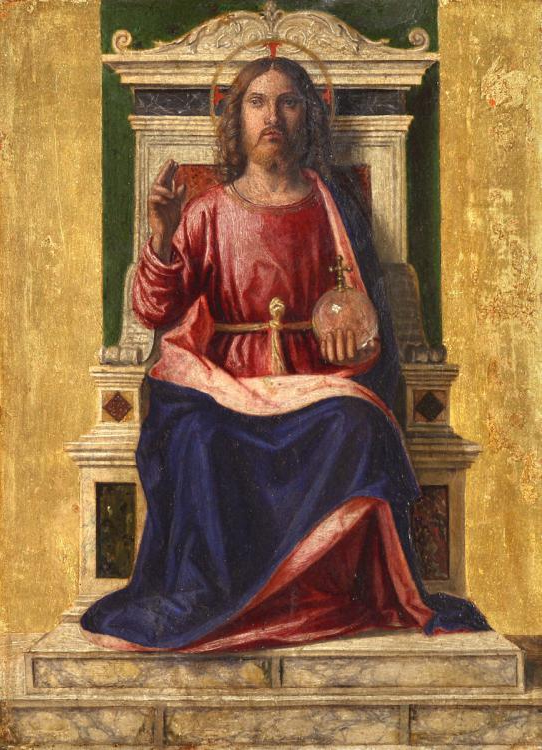
Gesù Cristo in trono, Cima da Conegliano

Nella teoria del Christus Victor, le persone avevano bisogno di salvezza dalle forze del male. Gesù ha ottenuto la salvezza delle persone sconfiggendo le forze del male, in particolare Satana. Questo punto di vista risale agli scritti dei Padri della Chiesa del IV secolo, sebbene sia rimasto popolare per diversi secoli. Esistono numerosi punti di vista in merito a questa idea, che può essere suddivisa in conquista di Satana e in riscatto dal potere di Satana. Nella versione della conquista di Satana, scrittori come Eusebio di Cesarea raffigurano Gesù che sconfigge Satana in una grande battaglia spirituale che si verifica tra la sua morte e la sua risurrezione. Vincendo questa battaglia Gesù ha sconfitto Satana e salvato le persone dal suo dominio. La teoria del Christus Victor non è molto popolare in occidente.

### Riscatto da Satana
La teoria del riscatto espiatorio comporta l'idea che Satana avesse potere sull'anima delle persone nell'oltretomba, ma che Cristo le ha salvate dal suo potere. Spesso la morte di Cristo svolge un ruolo importante in questo "riscatto". Il punto di vista sembra essere sorto nel corso del III secolo, negli scritti di Origene e altri teologi. In una versione dell'idea, Satana tenta di possedere l'anima di Gesù dopo la sua morte, ma facendo così estende di troppo la sua autorità poiché Gesù non ha mai peccato. Di conseguenza, Satana perde completamente la sua autorità e tutta l'umanità ottiene la liberazione. In un'altra versione, Dio fa un patto con Satana, offrendo uno scambio tra l'anima di Gesù e quella di tutta l'umanità, ma dopo il patto Dio fa risorgere Gesù dai morti e lascia Satana a mani vuote. Altre versioni sostengono che la divinità di Gesù era celata dalla sua forma umana, cosicché Satana tentò di prendere l'anima di Gesù senza sapere che la sua divinità avrebbe distrutto il potere di Satana. Un'altra idea propugna che Gesù venne ad insegnare come evitare il peccato e Satana, irato di ciò, tentò di prendergli l'anima. La teoria del riscatto non è molto diffusa in occidente.

### Riparazione
Nell'XI secolo, Anselmo d'Aosta respinse la teoria del riscatto e propose la teoria riparatoria dell'espiazione. Raffigurò Dio come un signore feudatario, il cui onore era stato offeso dai peccati dell'umanità. In questa visione, la gente aveva bisogno di esser salvata dalla punizione divina che questi reati avrebbero provocato, dal momento che nulla potevano fare per ripagare il debito d'onore. Anselmo dichiarò che Cristo aveva onorato Dio infinitamente con la sua vita e la sua morte, e che Cristo poteva ripagare ciò che l'umanità doveva a Dio, riparando così il reato contro l'onore di Dio ed eliminando la necessità di una punizione. Quando Anselmo propose la visione della riparazione, fu subito criticato da Pietro Abelardo.

### Sostituzione della pena

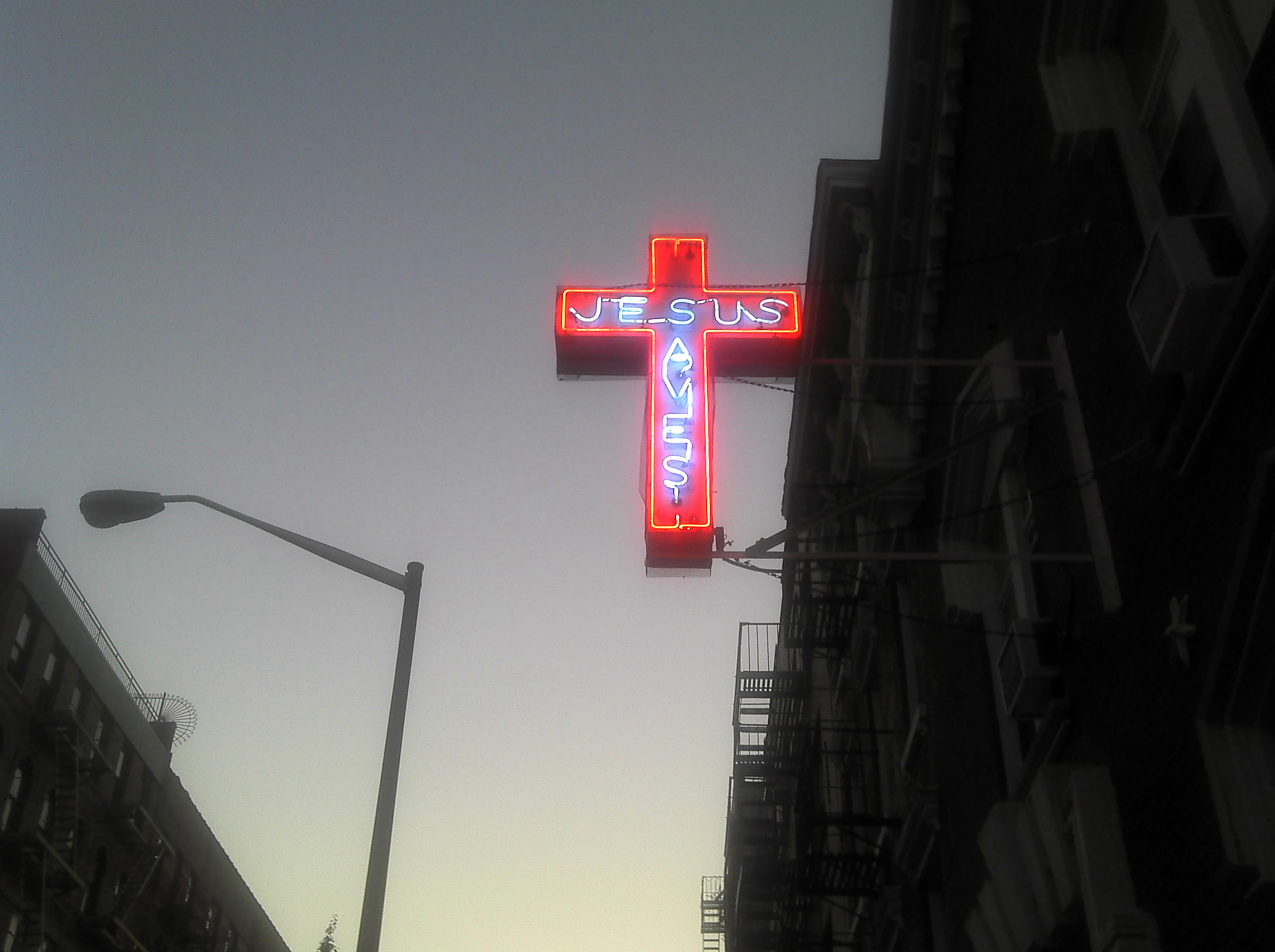
Insegna al neon "Gesù salva" all'esterno di una chiesa protestante a New York.

Nel XVI secolo, i riformatori protestanti reinterpretarono la teoria salvifica della riparazione di Anselmo all'interno di un paradigma legale. Nel sistema giuridico, i reati richiedevano una punizione e nessuna riparazione poteva essere data per scongiurare questa esigenza. Proposero quindi una teoria nota come "sostituzione penale", in cui Cristo assume la pena del peccato delle persone come loro sostituto, salvando così le persone dall'ira divina contro il peccato. La sostituzione penale presenta così Gesù che salva gli esseri umani dal castigo divino per le loro malefatte trascorse. Tuttavia, questa salvezza non è presentata come automatica. Piuttosto, la persona deve avere fede al fine di ricevere questo dono gratuito della salvezza. Nella teoria della sostituzione penale, la salvezza non dipende da impegni o azioni umani.
Il paradigma salvifico della sostituzione penale è ampiamente diffuso tra i protestanti, che spesso lo considerano centrale per il cristianesimo. Tuttavia, è stato anche molto criticato. I sostenitori delle recenti nuove interpretazioni paoline argomentano che molti libri del Nuovo Testamento scritti dall'Apostolo Paolo che in passato sono stati usati per confermare la teoria della sostituzione penale, ora dovrebbero essere interpretati differentemente.

## Cattolicesimo
Una differenza fondamentale tra l'interpretazione salvifica della teologia cattolica e di quella protestante è che, a differenza di protestantesimo, il cattolicesimo è convinto che, dopo la Caduta, l'umanità non è diventata totalmente corrotta, ma è stata "ferita dal peccato" (piuttosto che annientata) e "chiamato alla beatitudine, ma ferito dal peccato, l'uomo ha bisogno della salvezza di Dio. L'aiuto divino gli viene dato in Cristo, per mezzo della Legge che lo dirige e nella grazia che lo sostiene". Tale aiuto divino, la grazia, è un favore, un soccorso gratuito da Dio affinché rispondiamo al suo invito di diventare suoi figli, figli adottivi, partecipi della natura divina, della vita eterna.
I cattolici professano la fede che soltanto Cristo è il Redentore del genere umano: Cristo è Dio Incarnato, che porta la redenzione dal peccato, poiché "...tutta la salvezza passa sempre per Cristo."
Nel cattolicesimo la giustificazione viene concessa da Dio, prima col battesimo, invece della sola fede, e poi dal sacramento della riconciliazione, se è stato commesso un peccato mortale. Un peccato mortale fa perdere la giustificazione anche se la fede è ancora presente. La Chiesa cattolica ha dichiarato nel Concilio di Trento che, "Se qualcuno afferma che l'empio è giustificato dalla sola fede, così da intendere che non si richieda nient'altro con cui cooperare al conseguimento della grazia della giustificazione e che in nessun modo è necessario che egli si prepari e si disponga con un atto della sua volontà: sia anatema", nel canone 9 della sessione VI. Si afferma inoltre nella Sessione VII (Canone 4): "Se qualcuno afferma che i sacramenti della nuova legge non sono necessari alla salvezza, ma superflui, e che senza di essi, o senza il desiderio di essi, gli uomini con la sola fede ottengono da Dio la grazia della giustificazione (174), anche se non sono tutti necessari a ciascuno: sia anatema (scomunicato)."

### Salvezza per i non cattolici
Nel cattolicesimo, Cristo concede alla Chiesa "«in forma piena e totale i mezzi di salvezza» che egli ha voluto: confessione di fede retta e completa, vita sacramentale integrale e ministero ordinato nella successione apostolica." Ciò non significa che solo i cristiani possono "andare in Paradiso", poiché "Gesù, il Figlio di Dio, ha liberamente subìto la morte per noi in una sottomissione totale e libera alla volontà di Dio, suo Padre. Con la sua morte ha vinto la morte, aprendo così a tutti gli uomini la possibilità della salvezza." Come papa Giovanni Paolo II ebbe a dichiarare nella sua enciclica Redemptoris Missio:
Questa enciclica riecheggia quello che la Chiesa ha dichiarato solennemente nei documenti del Secondo Concilio Vaticano (1962–1965) ed è quindi vincolante per tutti i cattolici. In merito agli ebrei e musulmani, la Costituzione Dogmatica sulla Chiesa, Lumen Gentium, afferma:
Il paragrafo 16 di Lumen Gentium aggiunge inoltre:
Quindi la Chiesa Cattolica insegna che, anche se Cristo è il Salvatore dell'umanità, non è necessario conoscerlo, o avere un rapporto con lui, per essere salvati. Ciò perché la Chiesa insegna che la salvezza dell'umanità avviene a causa della morte e risurrezione di Cristo, e che questa salvezza si applica a tutte le persone anche se non sono a conoscenza di questo atto redentivo. Questo non significa che la Chiesa insegna che tutte le religioni siano uguali, ma piuttosto che non tutti hanno lo stesso accesso a Cristo ed ai suoi insegnamenti, o possono aver avuto il Vangelo presentato in modo tale da farli allontanare (ad esempio da parte di missionari che furono pessimi esempi di vita cristiana).
Nella sua Dichiarazione di Libertà Religiosa, Dignitatis Humanae, il Secondo Concilio Vaticano ha inoltre dichiarato:
Inoltre dichiara che il diritto alla libertà religiosa si fonda realmente sulla stessa dignità della persona umana quale l'hanno fatta conoscere la parola di Dio rivelata e la stessa ragione. Questo diritto della persona umana alla libertà religiosa deve essere riconosciuto e sancito come diritto civile nell'ordinamento giuridico della società.»

### Anselmo

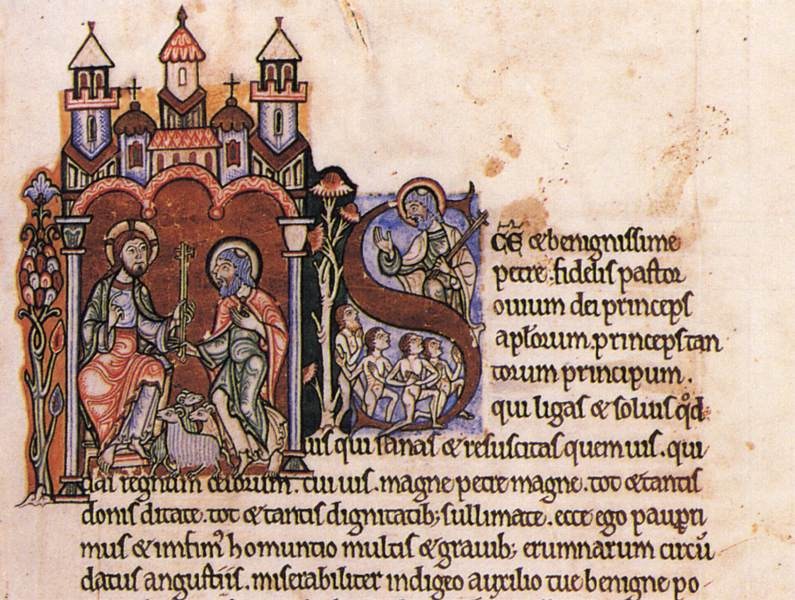
Miniatura del XII secolo di un capolettera delle Orationes sive meditationes di Anselmo

Poco dopo il 1100, Anselmo, nominato arcivescovo di Canterbury, scrisse un trattato classico sull'espiazione. In esso Anselmo propone la "teoria della riparazione" per l'espiazione salvifica. La trasgressione dell'uomo che si è ribellato a Dio richiede un pagamento o una riparazione. Ma l'uomo caduto è incapace di fare un'adeguata riparazione. Ciò nonostante, tale è l'amore di Dio, che Egli non ci abbandona (almeno non tutti) a causa dei nostri peccati, lasciandoci soffrire le conseguenze. Anselmo scrive: "Questo debito era così grande che, sebbene soltanto l'uomo potesse e dovesse risolvere tale debito, soltanto Dio è stato in grado di farlo. Cosicché chi lo ha fatto doveva essere sia Dio che uomo". La sofferenza di Cristo, il Dio-uomo che è l'unico Figlio di Dio, paga e salda quello che gli esseri umani devono all'onore di Dio, e siamo così riconciliati con Lui. Dio ha quindi assunto la natura umana su di sé in modo che un uomo perfetto potesse rendere perfetta riparazione e così risanare il genere umano. La sua opera fondamentale si riflette successivamente nel calvinismo e arminianismo.

### Sofferenza vicaria del giusto
Talora, i fedeli offrono a Dio la sofferenza del proprio corpo (malattie, infermità, dolori), senza averne colpa, perché i peccatori ottengano da Dio la grazia del perdono e della conversione. In questo caso, essi si fanno carico dei peccati altrui come fece Cristo; si parla, perciò, di sofferenza vicaria, perché compiuta in vece di qualcun altro.
Scrive papa Giovanni Paolo II: 
(Papa Giovanni Paolo II, Lettera apostolica Salvifici Doloris, n. 19)

## Cristianesimo orientale
Cristianesimo orientale fu molto meno influenzato da Agostino. Si chiede domande diverse e generalmente vede la salvezza meno in termini legalistici (ad esempio, la grazia e la punizione), e più in termini medici (malattia, guarigione, ecc.) Reputa la salvezza più lungo le linee di theosis, una ricerca per diventare santi o di avvicinarsi a Dio, un concetto tradizionale delle Chiese ortodosse bizantine, ortodosse antiche e Chiese cattoliche orientali. Si sottolinea inoltre l'insegnamento del perdono.
Il catechismo della Chiesa Ortodossa Cattolica Orientale, noto anche come il Catechismo di san Filaret include le domande e risposte: "155. Per salvare gli uomini da cosa è venuto (il Figlio di Dio) sulla terra? Dal peccato, dalla maledizione e dalla morte." 208. In che modo la morte di Gesù Cristo sulla croce ci libera dal peccato, dalla maledizione e dalla morte? In modo che possiamo più facilmente credere a questo mistero, la Parola di Dio ce lo insegna, tanto quanto possiamo essere in grado di riceverla, dal confronto di Gesù Cristo con Adamo. Adam è per sua natura il capostipite di tutta l'umanità, che è una con lui per discendenza naturale da lui. Gesù Cristo, nel quale il divino è unito con l'umano, benevolmente si è fatto il nuovo onnipotente capostipite degli esseri umani, che egli unisce a sé attraverso la fede. Pertanto, come in Adamo siamo caduti nel peccato, nella maledizione e nella morte, così siamo liberati dal peccato, dalla maledizione e dalla morte per mezzo di Gesù Cristo. La sua sofferenza volontaria e la morte in croce per noi, essendo di valore e merito infiniti, come morte di Colui che è senza peccato, Dio e uomo in una sola persona, è sia una realizzazione perfetta della giustizia di Dio, che ci aveva condannato a morte per il peccato, e sia un fondo di merito infinito, che gli ha ottenuto il diritto, senza pregiudizio di giustizia, a dare a noi peccatori il perdono dei nostri peccati e la grazia di avere la vittoria sul peccato e sulla morte."
La teologia ortodossa insegna la "grazia preveniente", il che significa che Dio fa il primo passo verso l'uomo e che la salvezza è impossibile solo per nostra volontà. Tuttavia, l'uomo è dotato di libero arbitrio e l'individuo può accettare o rifiutare la grazia di Dio. L'individuo deve quindi cooperare con la grazia di Dio per essere salvato, sebbene non possa rivendicare alcun credito per suo conto, siccome qualsiasi progresso egli faccia è solo possibile per la grazia di Dio. Inoltre la Chiesa ortodossa presuppone che la persona abbia la salvezza non solo per le sue buone azioni, ma anche per la sau paziente sopportazione di vari dolori, malattie, disgrazie, fallimenti e altre sofferenze (Luca 16:19-31, Marco 8:31-38, Romani 6:3-11, Ebrei 12:1-3, Galati 6:14).

## Protestantesimo

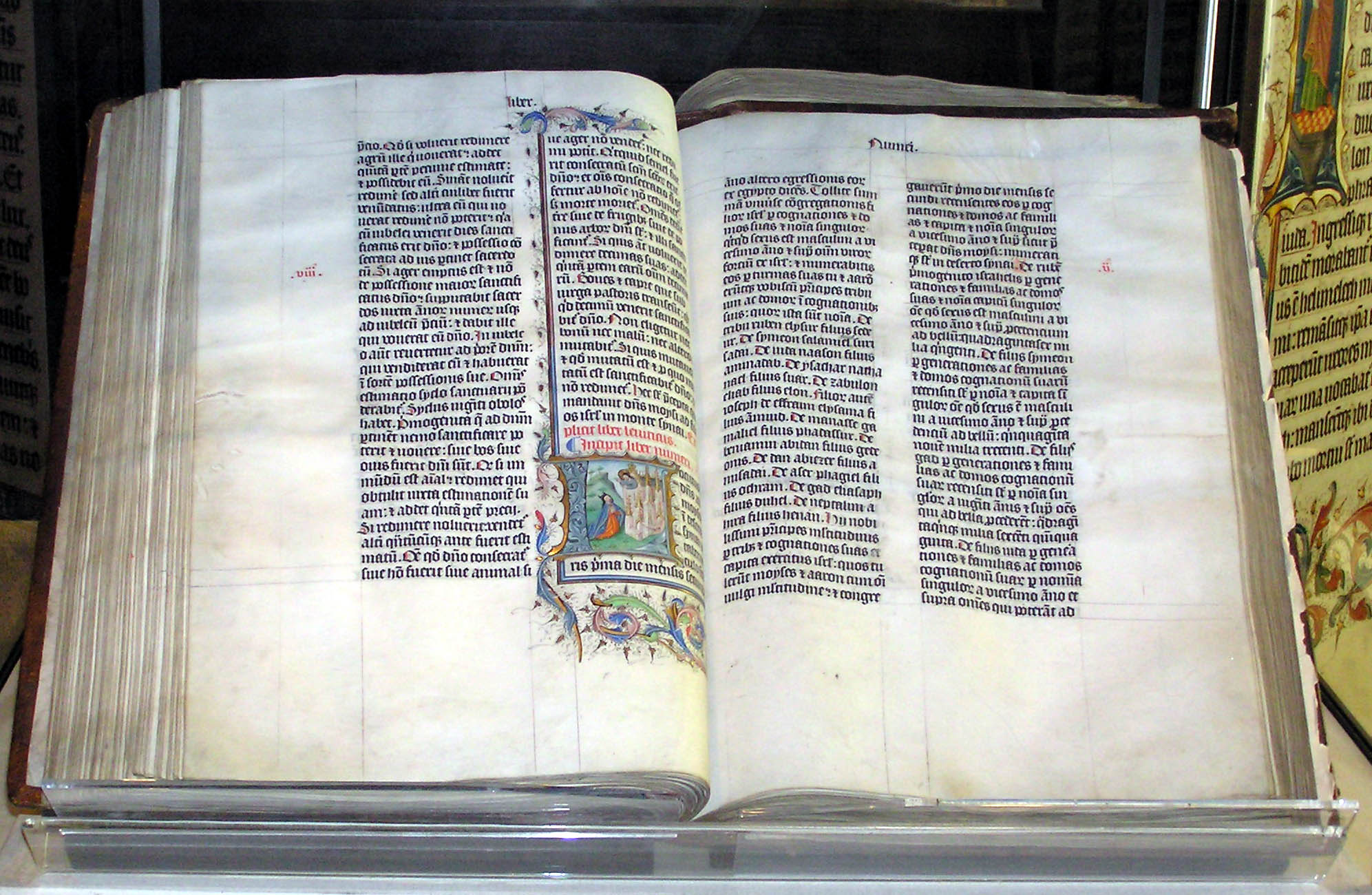
Bibbia manoscritta in latino, presso l'Abbazia di Malmesbury in Inghilterra e scritta in Belgio nel 1407

La prospettiva cristiana protestante su redenzione e salvezza è che nessuno può meritare la grazia di Dio eseguendo rituali, opere buone, ascetismo o meditazione, perché la grazia è frutto dell'iniziativa di Dio, senza alcun riguardo di sorta per colui che comincia l'opera. In generale, i protestanti affermano i "Cinque sola" della Riforma, che dichiarano che la salvezza è solo per fede solo in Cristo attraverso solo la grazia solo per la Gloria di Dio, come detto solo nelle Scritture.
Alcuni protestanti interpretano questo a significare che Dio salva solo per grazia e che le opere seguono come conseguenza necessaria della grazia salvifica. Altri credono rigidamente che la salvezza si ottenga per sola fede, senza alcun riferimento a opere di sorta, comprese opere che possano seguire alla salvezza. Altri ancora credono che la salvezza sia per sola fede, ma che la salvezza possa esser persa se non è accompagnata da fede costante e relative opere. La maggior parte dei protestanti credono che la salvezza si ottenga solo tramite la grazia di Dio e una volta che la salvezza è assicurata, le buone opere ne saranno il naturale risultato, permettendo a tali buone opere di dimostrare l'ottenuta salvezza.
Il rinomato teologo Karl Barth osserva una serie di temi alternativi: il tema legale (siamo colpevoli di un crimine, e Cristo si assume la punizione), finanziario (siamo in debito con Dio, e Cristo paga il nostro debito) e cultuale (Cristo fa un sacrificio per nostro conto). Per varie ragioni culturali, i temi più antichi (onore e sacrificio) dimostrano di avere più profondità rispetto a quelli più moderni (pagamento di un debito, la punizione di un crimine). Tuttavia in tutte queste alternative, la comprensione dell'espiazione ha la stessa struttura: gli esseri umani devono qualcosa a Dio che non possono pagare. Cristo paga per nostro conto. Così Dio rimane sia perfettamente giusto (insistendo su una pena) e perfettamente amorevole (pagando lui stesso la pena). Un gran numero di cristiani definiscono una tale visione sostitutiva dell'espiazione semplicemente come parte ortodossa di ciò che credono i cristiani osservanti.
Secondo il teologo cristiano battista Frank Stagg (1911-2001), la salvezza è radicata nella grazia di Dio: "Per i peccatori rovinati, senza basi su cui ergersi, senza nulla di proprio su cui contare, senza nulla di proprio da offrire a Dio per la [propria] ricompensa, [la grazia] è la loro unica speranza, ma è una speranza sufficiente."
(William C. Placher)

### Calvinismo

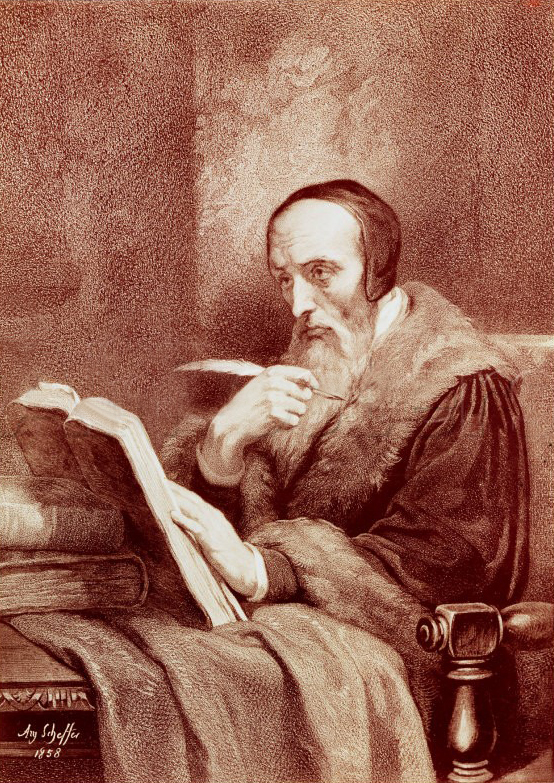
Ritratto di Giovanni Calvino, opera di Ary Scheffer del 1858

I calvinisti credono nella Predestinazione degli eletti prima della fondazione del mondo. Tutti gli eletti necessariamente perseverano nella fede perché Dio previene la loro caduta. I calvinisti interpretano le dottrine della salvezza ad includere i Cinque punti del Calvinismo (talvolta chiamati le dottrine della grazia, nella lingua inglese noti anche con l'acronimo TULIP).
- "Depravazione totale": Chiamata anche "depravazione radicale", "totale corruzione" e "totale incapacità". Il termine "depravazione" in italiano può essere fuorviante. Esso indica come ogni creatura umana, nella sua condizione attuale, cioè dopo la Caduta, è caratterizzata dal peccato, il quale corrompe, contamina, ogni sua facoltà, inclusa la mente e la volontà, pregiudicandone il retto funzionamento. Per questo si afferma che nessuno sia in grado di compiere ciò che è veramente buono agli occhi di Dio. Al contrario, la creatura umana è asservita al peccato, congenitamente ostile e ribelle verso Dio, spiritualmente cieca nei confronti della verità, incapace di salvare sé stessa o persino di prepararsi alla salvezza. Solo un intervento rigenerante diretto di Dio può cambiare questa situazione e, quando accade, di questo solo Dio ne ha il merito.[96] Questa dottrina deriva dalla spiegazione agostiniana del Peccato originale.
- "Elezione incondizionata": Elezione vuol dire "scelta". È la scelta operata da Dio, dall'eternità, di coloro ai quali avrebbe concesso la grazia della salvezza. Questa scelta non è basata sulla semplice previsione di meriti, virtù o fede nelle persone che Egli sceglie, ma è basata sulla Sua sovrana, incondizionata, insindacabile ed insondabile decisione. Questo non significa che la salvezza finale stessa sia incondizionata, ma che la condizione sulla quale si poggia (la fede) è concessa pure per grazia da Dio, come Suo dono, a coloro che Dio ha incondizionatamente scelto affinché la ricevessero.[97]
- "Redenzione limitata": Chiamata anche "redenzione particolare" o "redenzione definita", designa la dottrina che l'opera redentrice di Cristo è stata finalizzata alla salvezza solo di coloro ai quali è stata destinata la grazia della salvezza. L'efficacia salvifica dell'opera redentrice di Cristo, quindi, non è "universale" o "potenzialmente efficace" per chiunque voglia accoglierla, ma specificatamente designata per rendere possibile e certa la salvezza degli eletti. La redenzione è stata intesa per rendere completa soddisfazione dei divini criteri di giustizia solo di coloro che Dio Padre ha scelto sin da prima della fondazione del mondo. I calvinisti non credono che la redenzione sia limitata nel suo valore o potenza (se Dio Padre avesse voluto, avrebbe così salvato tutte le creature umane senza eccezione), ma piuttosto che la redenzione è limitata nel fatto che è stata designata per alcuni e non per tutti.[98]
- "Grazia irresistibile": Pure conosciuta come "grazia efficace", questa dottrina non insegna che ogni influenza dello Spirito Santo di Dio non possa essere resistita, ma che lo Spirito Santo è in grado di vincere ogni resistenza e di rendere la Sua influenza irresistibile ed efficace. Quando, così, Dio si propone sovranamente di salvare qualcuno, l'individuo non avrà successo nel resistergli.[99]
- "Perseveranza dei santi": Chiamata anche "preservazione dei santi" o "sicurezza eterna", questo quinto punto insegna che coloro che Dio ha efficacemente chiamato alla salvezza e quindi all'eterna comunione con Lui ("santi" secondo la Bibbia), non possono scadere dalla grazia e perdere la loro salvezza. Quand'anche, nella loro vita, subentrassero impedimenti o peccati tali da farli arretrare nel loro cammino di fede o persino dovessero, per qualche motivo, giungere a rinnegare la loro professione di fede, essi (se sono autentici eletti) presto o tardi se ne ravvedrebbero tornando così in comunione con Dio. Questa dottrina si basa sul presupposto che la salvezza è opera di Dio dal principio alla fine, che Dio è fedele alle Sue promesse, e che niente e nessuno potrà frustrare i Suoi sovrani propositi. Questo concetto è lievemente diverso dalla concezione presente in alcune chiese evangelicali che sostengono il "una volta salvati - per sempre salvati", nonostante l'apostasia, la mancanza di ravvedimento o permanenza abituale in qualche peccato, se avevano veramente accolto Cristo nel passato. Nel tradizionale insegnamento calvinista, se una persona cade nell'apostasia o non manifesta più segni di autentico ravvedimento, può essere prova di non essere mai stata veramente salvata e quindi che non faceva parte del numero degli eletti.[100]

### Arminianesimo

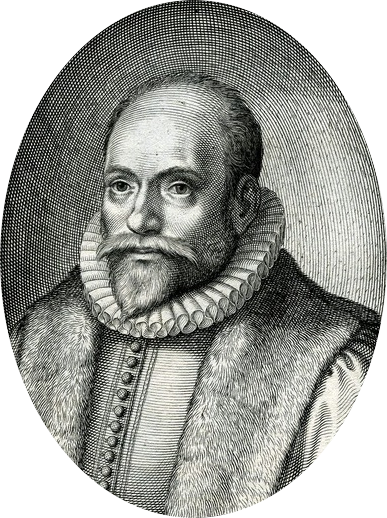
Jacobus Arminius (incisione di W. Swanenburgh, 1625)

I credenti di fede evangelica che oggi si definiscono "arminiani" riconoscono in genere la Bibbia come assoluta regola di fede e di condotta e pongono tutti forte enfasi sul sacrificio di Gesù Cristo sulla croce come unica offerta di salvezza per tutta l'umanità. Il dono della vita eterna è dunque gratuito: nessuna opera o sforzo umano possono contribuire in questo senso, ma Dio stesso, nel rispetto della volontà umana, consente che la Sua grazia possa essere rifiutata liberamente dagli uomini che scelgono di respingerlo. Pertanto la chiamata di Dio è condizionata solo alla fede, cioè alla disponibilità da parte dell'uomo a riconoscere Gesù Cristo come Signore e Redentore. Questo insegnamento, che secondo gli arminiani è lo stesso messaggio annunziato dai cristiani dell'era apostolica e riportato fedelmente nella Bibbia, è sempre stato oggetto di distorsione, fraintendimento e discredito da parte dei calvinisti, coi quali gli arminiani sono in perenne conflitto. Per esempio, nei circoli calvinisti oggi l'appellativo 'arminianesimo' o 'arminiano' viene usato per identificare una posizione teologica che, pur non dipendente storicamente da questo movimento, adatta il messaggio biblico alla filosofia umanistica ottimista contemporanea, negando la radicalità degli effetti disabilitanti del peccato sull'essere umano ed ammettendone l'autonomia e la libertà della sua risposta all'agire di Dio. A seguito di questo processo interpretativo, l'arminianesimo diventa sinonimo di semi-pelagianesimo, nonostante l'impostazione radicalmente diversa di questi due impianti teologici (alcuni studiosi hanno coniato il termine "semiagostinianesimo" per definire con esattezza l'impostazione arminiana).
Dopo la morte del fondatore Arminio, i suoi seguaci pubblicarono la Rimostranza del 1610 che tracciava le linee di quello che divenne noto come Arminianesimo. Le differenze di questo sistema dal Calvinismo classico sono:
- Il decreto della salvezza si applica a tutti coloro che credono in Cristo e che perseverano nell'ubbidienza della fede.
- Cristo è morto per ogni essere umano.
- Senza lo Spirito Santo è impossibile per i credenti adempiere alla Volontà di Dio (in particolare, adempiere alla condizione di avere fede in Cristo ai fini della propria salvezza).
- La grazia salvifica di Dio non è irresistibile.
- È possibile, per coloro che sono cristiani, decadere dalla grazia.

### Universalismo
Gli universalisti cristiani sono d'accordo sia con i calvinisti sia con gli arminiani che tutti sono nati nel peccato e necessitano di salvezza. Credono anche Gesù Cristo sia il Salvatore. Tuttavia, sottolineano che la sentenza dell'inferno per i peccatori sia di durata limitata e che Dio usi il suo giudizio per portare i peccatori al pentimento.

### Chiese di Cristo
Le Chiese di Cristo occidentali sono fortemente anticalviniste nella loro interpretazione della redenzione e generalmente presentano la conversione come "obbedienza ai fatti proclamati del Vangelo, piuttosto che come il risultato di una conversione emotiva provocata dallo Spirito."
Le Chiese di Cristo sostengono la visione che gli esseri umani di età maggiore sono perduti a causa dei loro peccati. Queste anime perdute possono essere redente, perché Gesù Cristo, Figlio di Dio, si è offerto come sacrificio espiatorio. I bambini troppo giovani per distinguere il bene dal male e fare una scelta consapevole tra i due, si ritengono essere innocenti dal peccato. L'età della ragione viene generalmente stabilita verso i 13 anni.
Le Chiese di Cristo insegnano che il processo di salvezza coinvolge le seguenti fasi:
1. Si deve imparare biblicamente e ascoltare espositivamente
2. Si deve credere o avere fede
3. Ci si deve pentire dei propri peccati, che significa trasformare il proprio stile di vita e scegliere le vie di Dio
4. Si deve confessare la fede che Gesù è Figlio di Dio e Salvatore
5. Si deve essere battezzati per la remissione dei peccati
6. Si deve rimanere fedeli fino alla morte su questa Terra

A partire dagli anni 1960, molti predicatori cominciarono a porre maggiore enfasi sul ruolo della grazia nella salvezza, invece di concentrarsi esclusivamente ad attuare tutti i nuovi comandamenti ed esempi del Nuovo Testamento. Questo non fu un approccio completamente nuovo, poiché altri avevano già attivamente "affermato una teologia di grazia gratuita e immeritata", ma rappresentò comunque un cambiamento di enfasi con la grazia che diventava "un tema che avrebbe sempre di più definito questa tradizione."
A causa della convinzione che il battesimo è una parte necessaria della redenzione e salvezza, alcuni battisti sostengono che le Chiese di Cristo approvano la dottrina della rigenerazione battesimale. Tuttavia, i membri delle Chiese di Cristo rifiutano questa affermazione, sostenendo che, poiché la fede e il pentimento sono necessari e che la purificazione dei peccati avviene per mezzo del sangue di Cristo, per grazia di Dio, il battesimo non è un rito intrinsecamente redentore. Un autore descrive la relazione tra la fede e il battesimo in questo modo: "Fede è la ragione per cui una persona è figlio di Dio; battesimo è il momento in cui si è incorporati in Cristo e così si diventa figli di Dio" (corsivi nel testo orig.) Il battesimo è inteso come espressione confessionale di fede e di pentimento, piuttosto che un'"opera" che merita la salvezza.

### Battisti
Il battismo è un movimento nato nell'alveo del protestantesimo che affonda le proprie radici storiche nel puritanesimo inglese del XVII secolo. Esso è così chiamato per la pratica del battesimo dei credenti che l'assimilava al precedente movimento anabattista. Le confessioni battiste credono che il battesimo con acqua debba includere l'immersione totale della persona che viene battezzata. Il requisito per il battesimo è affermazione di fede in Gesù Cristo; tuttavia, il battesimo non è un requisito per la salvezza.
Il movimento battista condivide le affermazioni centrali della Riforma protestante del XVI secolo, tra cui la giustificazione del peccatore per la grazia di Dio mediante la fede. La giustificazione del peccatore, la sua riconciliazione con Dio e la sua salvezza avviene solamente a motivo della grazia di Dio, per mezzo della fede e mai attraverso i propri sforzi o le proprie opere religiose (2:8).

### Confronti
Questa tabella riassume le interpretazioni classiche delle tre fedi protestanti in merito alla redenzione:
| Tema                     | Calvinismo | Luteranesimo                                                                 | Arminianesimo |
| Volontà umana            | Depravazione totale senza libero arbitrio permanentemente a causa della sovranità divina | Depravazione totale senza libero arbitrio fino alla rigenerazione spirituale | La depravazione non previene il libero arbitrio                                                                              |
| Elezione                 | Elezione incondizionata alla salvezza con coloro al di fuori degli eletti preordinati alla dannazione (duplice predestinazione)                                                                               | Predestinazione incondizionata alla salvezza degli eletti                    | Elezione condizionata in ubbidienza alla fede costante                                                                       |
| Giustificazione          | Giustificazione limitata a coloro che sono predestinati alla salvezza, completata alla morte di Cristo | Giustificazione (teologia) per sola fede, completata alla morte di Cristo    | Giustificazione resa possibile per tutti tramite la morte di Cristo, ma solo completata scegliendo la fede in Gesù redentore |
| Conversione              | Monergistica, tramite la chiamata interiore dello Spirito Santo, irresistibile | Monergistica, mediante la grazia, resistibile                                | Sinergistica, resistibile a causa della comune grazia del libero arbitrio                                                    |
| Perseveranza e apostasia | Perseveranza dei santi: coloro che Dio ha efficacemente chiamato alla salvezza e quindi all'eterna comunione con Lui ("santi" secondo la Bibbia), non possono scadere dalla grazia e perdere la loro salvezza | Ricadute sono possibili, ma Dio concede la sicurezza della perseveranza.     | La perseveranza è condizionale ad una fede costante in Cristo - esiste la possibilità di un'apostasia finale.                |

## Chiesa di Gesù Cristo dei santi degli ultimi giorni

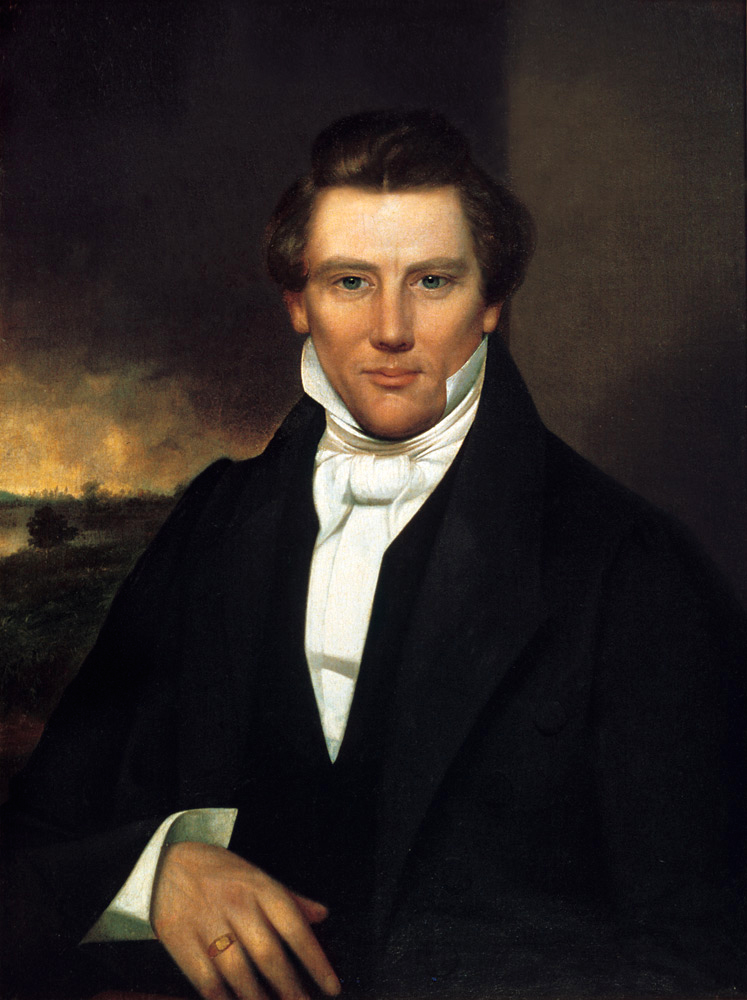
Joseph Smith

La Chiesa di Gesù Cristo dei santi degli ultimi giorni (nota anche come Mormonismo) definisce il termine redenzione basandosi sugli insegnamenti del loro profeta Joseph Smith, come affermato nel libro Dottrina e Alleanze e riassunto negli "Articoli di Fede" al numero 4:
La credenza cristiana generica che la salvezza significa ritornare alla presenza di Dio e di Gesù, è simile al modo in cui la parola viene usata nel Libro di Mormon, dove il profeta Amulek insegna che attraverso il "grande e ultimo sacrificio" del Figlio di Dio, "E così egli porterà la salvezza a tutti coloro che crederanno nel suo nome;... richiamare le viscere della misericordia, la quale vince la giustizia e procura agli uomini i mezzi perché possano aver fede fino a pentirsi. E così la misericordia può soddisfare le esigenze della giustizia e le circonda con le braccia della salvezza, mentre colui che non esercita la fede fino a pentirsi è esposto all'intera legge delle esigenze della giustizia; perciò solo per colui che ha fede fino a pentirsi si realizza il grande ed eterno piano della redenzione."
Esistono due tipi di salvezza, condizionata e incondizionata. La salvezza incondizionata è simile a quella professata da altri cristiani in quanto l'espiazione di Gesù Cristo redime tutta l'umanità dalle catene della morte e risorge nella propria forma perfetta. Gli esseri umani potranno inoltre essere riscattati dal potere di Satana, ad eccezione di quei "figli della perdizione (Giovanni 17:12) di vile malvagità e coloro che sono stati i nemici di Dio, che saranno restituiti al loro padrone." Tutti gli altri riceveranno "regni di gloria" riservati a loro misura. Secondo i mormoni, la salvezza condizionale dei giusti proviene dalla grazia accoppiata con la rigorosa obbedienza ai principi del Vangelo, in cui coloro che hanno sostenuto i più elevati standard e si sono impegnati nelle "alleanze" e "ordinanze" di Dio, erediteranno i cieli più alti: la salvezza completa si ottiene in virtù della conoscenza, della verità, della giustizia e seguendo veri principi.